# GOVERNMENT OF DOGS
GOVERNMENT OF DOGS（ガバメントオブドッグス）は、コント作家・故林広志が脚本を担当する日本のコントユニット。1991年、俳優中心のメンバーでライブ活動を開始。骨太な構成や密度の高い演技で「笑いの新領域を開拓する」と注目を集め、演劇的コントの草分け的存在となる。公演はほぼ関西に限られ、後の影響は非公式の映像資料などによる。

## 公演履歴
KSK HALL時代（1991年〜1993年）
「GOVERNMENT OF DOGS 1」 1991年6月14日 京都KSK HALL

「GOVERNMENT OF DOGS 2」 1991年10月6日 京都KSK HALL

　　ゲスト：ブルースバンドへのへの

「GOVERNMENT OF DOGS yearend sp.」 1991年12月13日 ライブスポットRAG

　　ゲスト：ダックスープ（木藤直之・宮崎元樹）、ブルースバンドへのへの

「GOVERNMENT OF DOGS monthly, 2月号/暴力」 1992年2月7日 京都KSK HALL

「GOVERNMENT OF DOGS monthly, 3月号/伝達」 1992年3月13日 京都KSK HALL

「GOVERNMENT OF DOGS monthly, 4月号/日本の人々」1992年4月10日 京都KSK HALL

「GOVERNMENT OF DOGS monthly, 5月号/ジャングル」 1992年5月15日 京都KSK HALL

「GOVERNMENT OF DOGS monthly, 6月号/大きめ（1周年）」 1992年6月14日 京都KSK HALL

「GOVERNMENT OF DOGS monthly, 7月号/怪談」 1992年7月17日 京都KSK HALL

「GOVERNMENT OF DOGS monthly, 記念碑的総集編・前編」 1992年8月9日 大阪ウイングフィールド

「GOVERNMENT OF DOGS monthly, 記念碑的総集編・後編」 1992年8月21日 京都KSK HALL

「GOVERNMENT OF DOGS, 発病」 1993年2月27,28日 京都KSK HALL

「GOVERNMENT OF DOGS, 教育」 1993年7月4,5,6日 京都KSK HALL
ミュージアムスクエア時代（1994年〜1997年）
「GOVERNMENT OF DOGS, MEN at WORK」 1994年1月14,15日 大阪扇町ミュージアムスクエア

「GOVERNMENT OF DOGS, MEDIA MAN」 1994年9月2,3,4日 大阪扇町ミュージアムスクエア

「THE BEST OF GOVERNMENT OF DOGS 1」 1994年11月22日 京都都雅都雅

「GOVERNMENT OF DOGS, GUILTY」 1995年3月14,15日 COKE STEP HALL（上岡演劇祭参加）

「GOVERNMENT OF DOGS, Mr.REQUEST HEAD」 1995年10月20,21,22日 大阪扇町ミュージアムスクエア

「THE BEST OF GOVERNMENT OF DOGS 2」 1995年12月22,23日 京都都雅都雅

「GOVERNMENT OF DOGS presents うわべの付き合い」1996年4月5,6,7日 大阪扇町ミュージアムスクエア

　　ゲスト：ジ・バ（阪田マサノブ・たくみふぢお）

「THE BEST OF GOVERNMENT OF DOGS 3」 1996年12月12,14日 京都都雅都雅

「GOVERNMENT OF DOGS, 早過ぎた半袖」 1997年4月11,12,13日 大阪扇町ミュージアムスクエア
復活公演（2008年）
「GOVERNMENT OF DOGS, Refresh!」2008年5月23,24,25日 大阪ABCホール、10月17,18,19日 三鷹市芸術文化センター